# NGC 146

NGC 146

NGC 146 هي مجرة تتبع كوكبة ذات الكرسي. اكتشفها جون هيرشل في 27 أكتوبر 1829.

## روابط خارجية
- NGC 146 على موقع ويكي سكاي: DSS2, SDSS, GALEX, IRAS, Hydrogen α, X-Ray, Astrophoto, Sky Map, Articles and images